# Puchuncaví
Puchuncaví é uma comuna da província de Valparaíso, localizada na Região de Valparaíso, Chile. Possui uma área de 299,9 km² e uma população de 12.954 habitantes (2002).